# Mauritius (Heiliger)

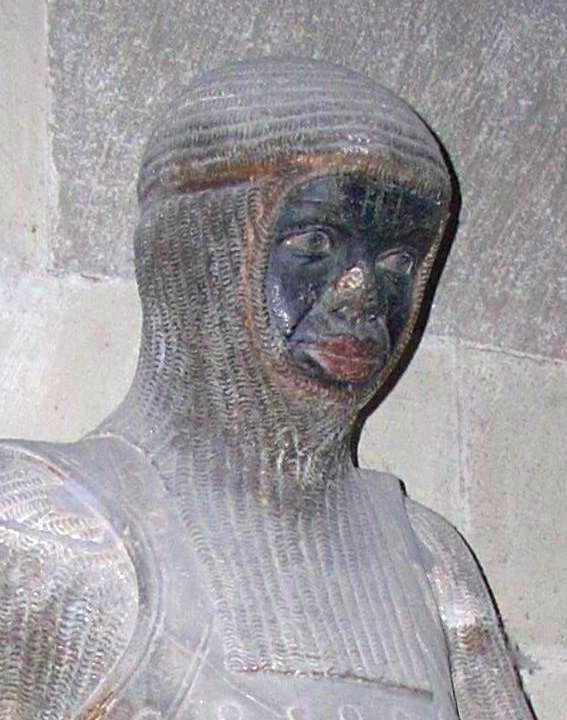
Darstellung des hl. Mauritius im Dom St. Mauritius, Magdeburg (um 1250)

Mauritius (lateinisch, auch Mauricius; deutsch: Moritz, französisch Maurice; * angeblich bei Theben in Ägypten; † angeblich um 290 in Agaunum (Saint-Maurice) im Wallis) war der Legende nach der Anführer (lateinisch Primicerius) der Thebaischen Legion und wird in der katholischen und der orthodoxen Kirche seit dem 4. Jahrhundert als Heiliger verehrt. Sein evangelischer und römisch-katholischer Gedenktag ist der 22. September, während der orthodoxe Gedenktag auf den 27. Dezember fällt.
Der heilige Mauritius war ein Schutzheiliger des Heeres, der Infanterie, der Messer- und Waffenschmiede und wurde angerufen vor Kämpfen, Gefechten und Schlachten.
Das Reichsschwert und die Heilige Lanze, Teile der Reichskleinodien, wurden ab dem Hochmittelalter ebenfalls auf den heiligen Mauritius zurückgeführt.

## Legende

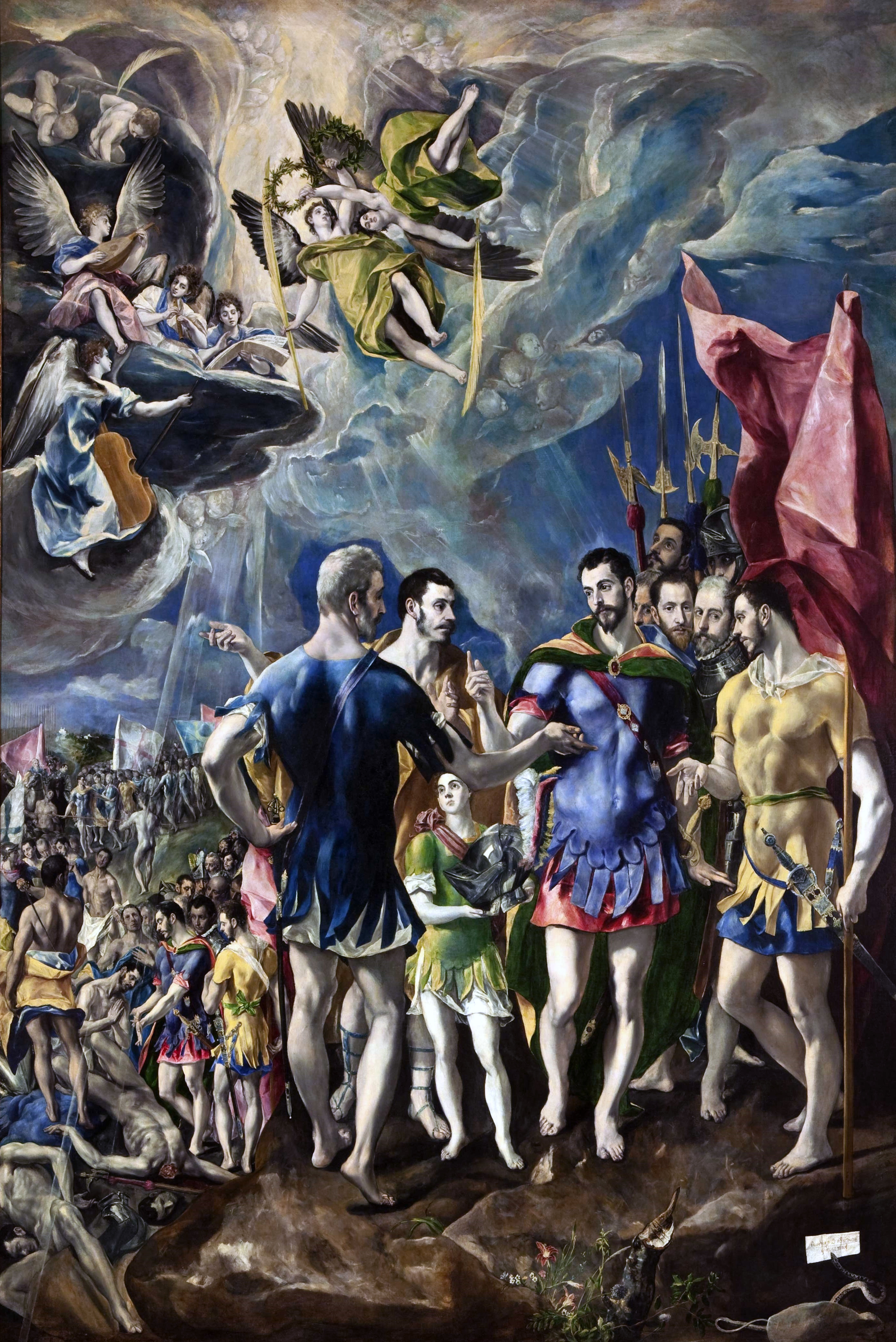
Das Martyrium von St. Maurice, 1580–1582 von El Greco

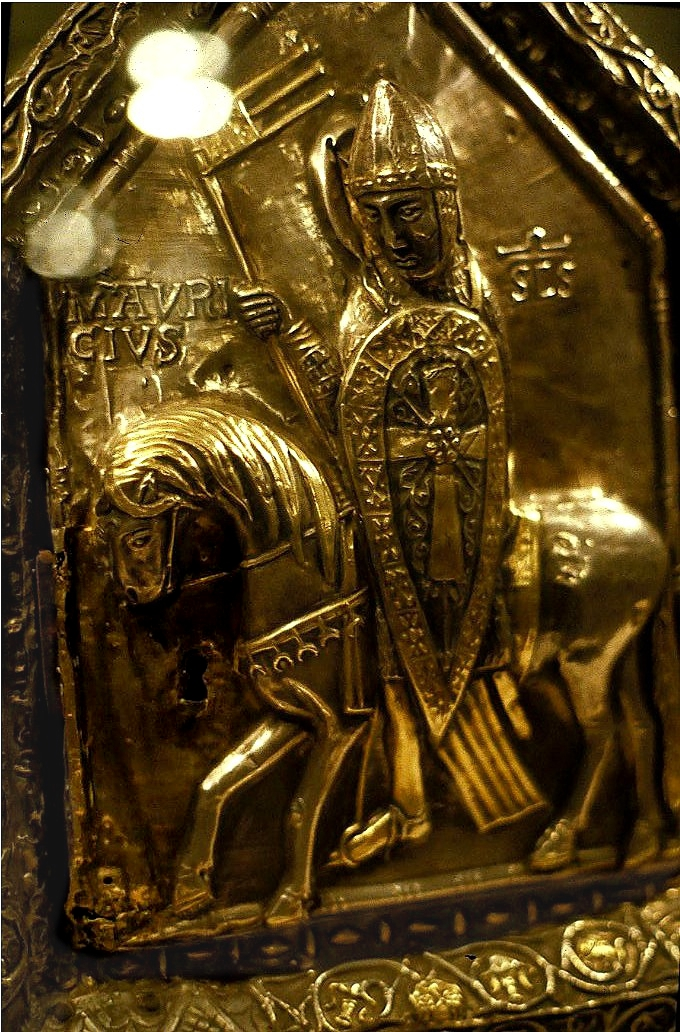
Darstellung im Sigismundschrein von St-Maurice

Die älteste bekannte Überlieferung der Legende stammt von Eucherius, der zwischen 429 und 450 in Lyon als Bischof wirkte. Dieser habe sich auf mündliche Berichte von Gewährsleuten gestützt, die ihrerseits die Geschichte von Bischof Isaak von Genf erfahren hätten. Der Bericht stammt also (mindestens) aus dritter Hand. Lange Zeit galten die Schilderungen als historisches Faktum, seit der Reformation sind sie allerdings Gegenstand wissenschaftlicher Kontroverse. Nach Denis van Berchem stammt die Geschichte des Mauritius aus Syrien, woher wahrscheinlich der Bischof Theodor von Sitten ebenfalls stammte.
Gemäß der Legende des Eucherius war Mauritius Kommandeur einer Legion, die zur Zeit der römischen Kaiser Diokletian und Maximian bei Theben in Ägypten aus vorwiegend christlichen Männern ausgehoben worden war. Als Offiziere des Mauritius dienten Candidus und Exuperius. Kaiser Maximian habe die sogenannte Thebäische Legion dann seinem Heer einverleibt, das er gegen die Christen einsetzen wollte. Dabei wird in der Legende die Grausamkeit des Kaisers besonders betont.
Bei der Überquerung der Alpen meuterten die 6600 Mann der Thebäischen Legion im Engnis bei Agaunum, da sie nicht gegen die Christen ziehen wollten. Das Ereignis fand je nach Quelle im Jahr 302 oder 303 statt. Maximian weilte zu der Zeit in Octodurum (Martigny) und gab erzürnt den Befehl, die Legion zu dezimieren, d. h. jeden zehnten Mann hinzurichten. Eine weitere Dezimierung führte ebenfalls nicht zum Erfolg, weshalb der Kaiser die völlige Vernichtung der Legion befahl. Ohne Gegenwehr hätten sich die Offiziere und die Mannschaften als Märtyrer für ihre Religion hinrichten lassen. Ursus und Victor, ebenfalls Angehörige der Legion, wurden in Solothurn hingerichtet.

## Verehrung

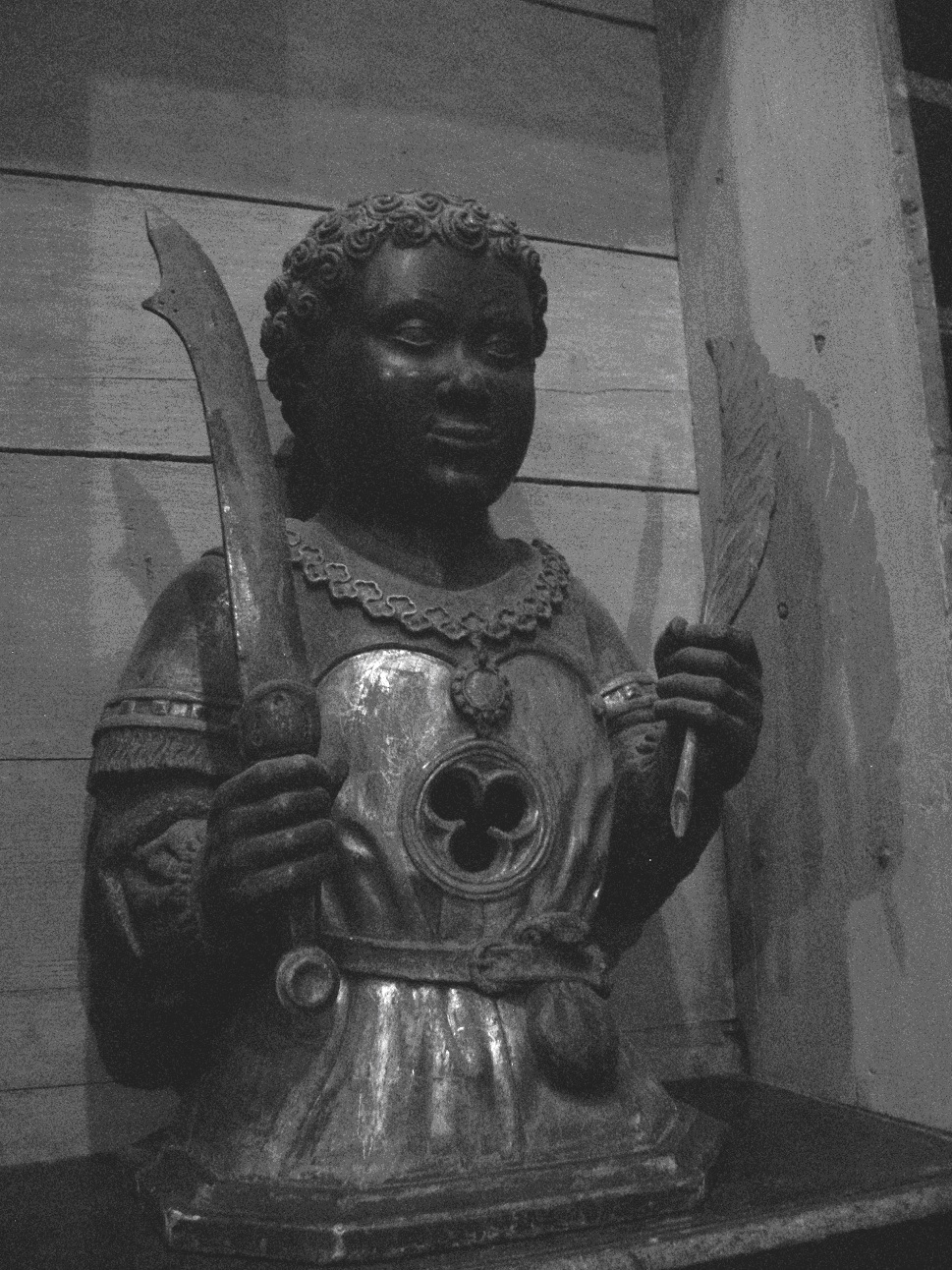
Mauritius-Reliquiar in der Goldenen Kammer der St.-Ursula-Basilika in Köln: Darstellung als Mohr mit Geldbeutel, Falchion und Märtyrerpalme (15. Jh.)

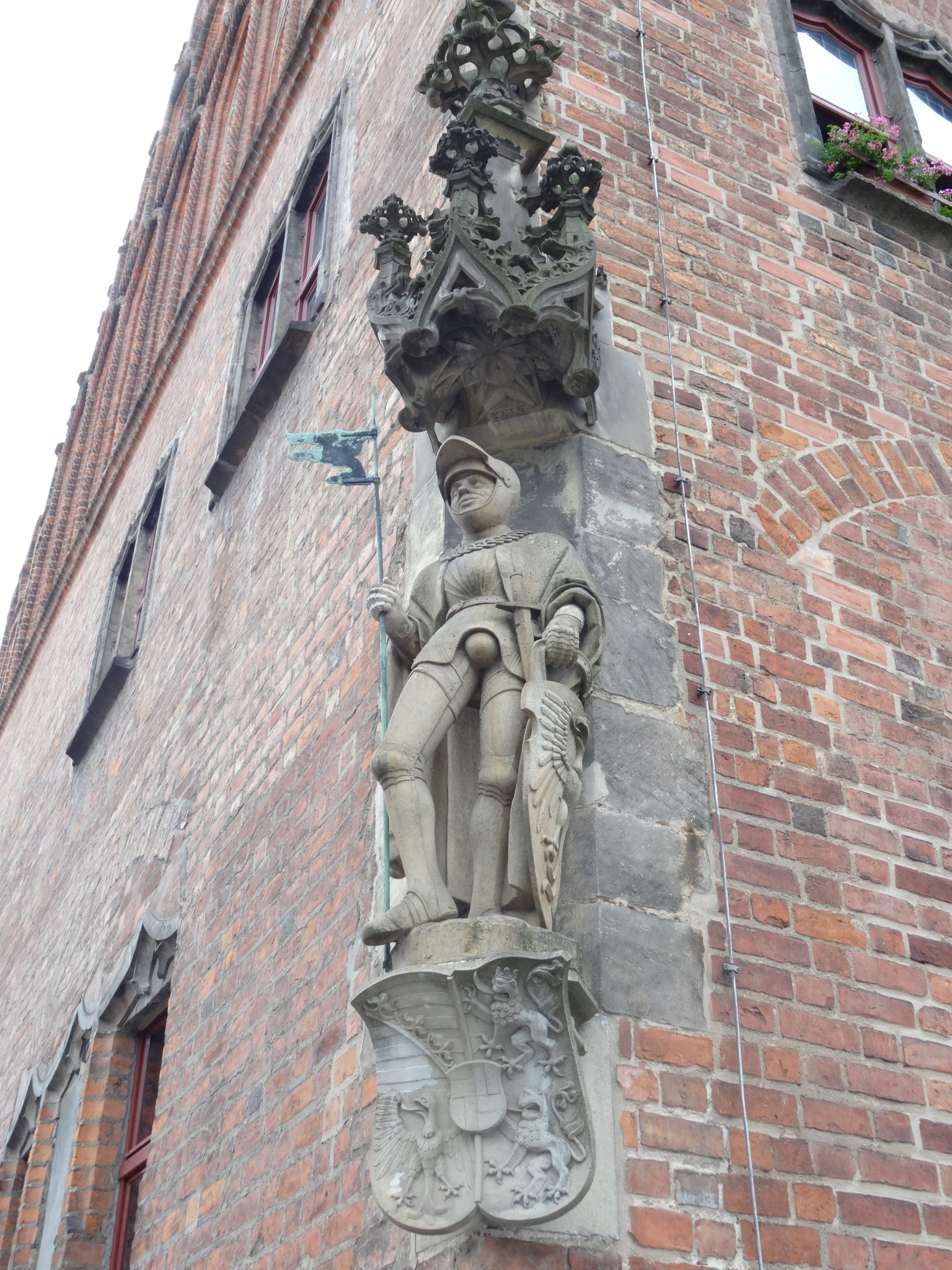
Eine Statue des Heiligen Mauritius an einer Hausecke der Stadtverwaltung Jüterbog

### Spätantike und Frühmittelalter
Während der Spätantike und des Frühmittelalters wurde Mauritius vor allem als Mitglied der Gruppe der Thebäischen Legion verehrt. Diese frühe Verehrung an ihrem Hinrichtungsort lässt sich bis ins 4. Jahrhundert nachweisen. Die Reliquien der Thebäer wurden vom Bischof von Octodurum, dem später heiliggesprochenen Theodor von Sitten, in Agaunum aufgefunden, dem heutigen St-Maurice im Wallis in der Schweiz. Er setzte sie zwischen 386 und 392 in der Cour du Martolet wieder bei und erbaute an dem Ort eine Grabkirche (basilica). 430 tauchten Mauritius und Gefährten im Martyrologium Hieronymianum auf. Somit waren sie vermutlich Teil eines lokalen Kirchenkalenders.
Eucherius berichtet von einem Wunder, das vermutlich um 450 vor sich ging, in der eine Frau nach Agaune kam und erfolgreich um die Heilung ihrer Lähmung betete. Es gab also bereits ein Pilgerwesen zur Leidensstätte der Märtyrer. Eucherius erzählt in diesem Zusammenhang auch von der Existenz einer Herberge (hospitium) sowie Spenden in Form von Silber und Gold. Offenbar hatten die Gebeine der Legionäre schon zu Eucherius’ Zeit eine beachtliche Bekanntheit erreicht. Agaune war vermutlich auch deshalb bei Pilgern beliebt, weil es geographisch günstig lag für Pilgerreisende, die auf einer Nord-Süd-Reise die Alpen überquerten.
515 gründete Sigismund, designierter König der Burgunden, die Abtei Saint-Maurice und professionalisierte damit das Pilgerwesen am Ort. Der erste Papst, der nachweislich das Mauritiusgrab besuchte, war Ende 753 Stephan II., um an diesem Ort diplomatische Verhandlungen mit dem Frankenkönig Pippin zu führen – der König erschien jedoch nicht. Ein berühmter karolingischer Besucher war Karl der Kahle 875. Während die frühe Überlieferung noch die Thebäer als Gruppe verehrte, lassen die Reiseberichte von St-Maurice bis ins 9. Jahrhundert eine zunehmende Konzentration auf die Person des Mauritius erkennen.
Im Frühmittelalter existierte bereits ein Reliquienwesen in St-Maurice, was durch die Lage über einem Massengrab begünstigt wurde. Dies ermöglichte den Mönchen die Herausgabe von zahlreichen „echten“ Thebäerreliquien, von denen theoretisch jede die des heiligen Mauritius (oder auf Wunsch eines bestimmten anderen Heiligen) sein konnte. Die Reliquien wurden nur an Klöster, Kapellen oder Kirchen verschenkt; einige waren auch mit Stiftungen verbunden. Beispiele für Nutznießer der Mauritiusreliquien sind Auxerre, Köln, Magdeburg, Echternach, Centula und Siegburg. Obwohl Reliquien für Stiftungen gern gesehen waren, gab es doch einige, die ganz ohne solcherart Ausstattung vonstattengingen. Als Schutzpatron erscheint Mauritius zuerst, indem das Dorf in Agaune immer häufiger nach seinem Kloster benannt wurde und heute noch wird. Die Verehrung breitete sich nach Norden und Nordosten am stärksten aus, neben ersten Stiftungen standen Mauritiusaltäre in mehreren Klöstern und Kirchen auf germanischem Gebiet. Auch auf gallischem Gebiet ist eine Ausbreitung seit dem 6. Jahrhundert erkennbar. Dabei waren sowohl weltliche als auch geistliche Stifter beteiligt. Es fanden Messen zu Ehren des ermordeten Legionärs statt. In Märtyrerverzeichnissen erschien Mauritius meist gleichwertig mit vielen anderen Heiligen.

### Königreich Burgund und Liudolfinger
Ab 888 wurde Mauritius als Schutzpatron des Königreichs Burgund verehrt, nachdem sich der burgundische König Rudolf, der Abt von St-Maurice war, am Grab des Märtyrers gekrönt hatte.
Unter den Liudolfingern begann der Mauritiuskult auch im ostfränkischen Reich aufzublühen. Besonders Otto der Große zeigte ein großes Interesse an diesem Heiligen. 937 gründete er in Magdeburg das benediktinische Mauritiuskloster, vermutlich bereits in der Absicht, später daraus einen Bischofssitz machen zu können. Dieses Kloster widmete er zwei Gestalten der Thebaischen Legion, Mauritius und Innocentius, sowie dem heiligen Petrus. Weihnachten 960 nahm Otto in Regensburg von König Konrad III. von Burgund den „Leib des heiligen Mauritius und einiger seiner Gefährten“ entgegen. Die Reliquien schickte er unverzüglich ins Moritzkloster nach Magdeburg, „wo es die einmütig versammelten Einwohner samt der Landbevölkerung in Verwahrung nahmen und zum Heil des ganzen Landes bis auf den heutigen Tag verehren“. 946 verstarb Ottos erste Frau Edgitha, die er im Mauritiuskloster beerdigen ließ. An dieser Stelle, wo auch der heutige Magdeburger Dom steht, ließ Otto 955 eine neue Kirche bauen. Die Kirche wählte er als Grablege für sich und seine Gemahlin aus. Er selbst wurde dort 973 beerdigt, nachdem seine Eingeweide bereits am Ort des Verscheidens in Memleben beigesetzt wurden.
Durchgängig vom Anfang seiner Herrschaft bis zum eigenen Tod widmete Otto I. insgesamt 57 Urkunden dem heiligen Mauritius und dessen Kloster/Kirche, die er reich beschenkte. Damit bezweckte er laut den Urkunden vor allem persönliches und familiäres Seelenheil. Spätestens seit 965 ist Mauritius in den Urkunden als persönlicher Patron des Kaisers nachzuweisen. 962 bestätigte Papst Johannes XII. die Verehrung des Mauritius als Schutzpatron der Ottonen. Der heilige Mauritius galt schließlich als Schutzpatron aller Kaiser des Heiligen Römischen Reichs und auch des Reichs selbst.

### Neuzeit
Im 15. Jahrhundert gründeten die Grafen von Savoyen den Ritterorden der hl. Mauritius und Lazarus, der bis heute besteht.
Im inneren Teil des Kantons Appenzell Innerrhoden (d. h. ohne Oberegg AI) ist der Mauritiustag ein öffentlicher Ruhetag.

## Mauritiuslanze
Die Ansicht, Mauritius sei auch im Besitz der Heiligen Lanze gewesen, stammt wahrscheinlich aus dem Hochmittelalter. Frühe ottonische Geschichtsschreiber nannten sie noch „lancea sacra“. Der früheste schriftliche Beleg dieses Bedeutungswandels findet sich in einem um 1000 geschriebenen Brief von Bruno von Querfurt, der jedoch noch nicht direkt von der Mauritiuslanze spricht. Erst Mitte des 11. Jahrhunderts lässt sich die Lanze in schriftlichen Quellen als „lancea sancti Mauritij“ nachweisen. Unter Heinrich III. war die Umdeutung schon so dominant, dass dieser die Lanze mit einer Silbermanschette, die eine Mauritiusinschrift trägt, verkleiden ließ.
Die Bezeichnung als Mauritiuslanze rührt aus ihrer Herkunft: Die Lanze befand sich ab 921 im Besitz des Königs Rudolf II. von Burgund, in dessen Königreich der Mauritiuskult am einflussreichsten war. Dieser tauschte sie 926 mit dem ostfränkischen König Heinrich I. gegen die Region um Basel. Dessen Sohn Otto der Große, der ebenfalls ein großer Verehrer Mauritius’ war, nahm den Kult um die Lanze auf und führte sie siegreich in der Schlacht auf dem Lechfeld. Dadurch verbanden sich der Kult um die Lanze und um Mauritius sehr stark. Im Hochmittelalter galt die Mauritiuslanze als einer der mächtigsten heiligen Gegenstände, da sie dem Träger Unbesiegbarkeit in der Schlacht garantiere.

## Patrozinien
Zahlreiche Kirchen und Klöster stehen unter dem Patrozinium des hl. Mauritius; eine der bedeutendsten ist die Kathedrale von Angers. Mauritius gilt als Patron der Städte Coburg, Fröndenberg/Ruhr, Wiesbaden, Ingolstadt und Zwickau sowie des Klosters Niederaltaich.
Ferner ist er der Schutzpatron aller Handwerker, die mit dunkler Farbe umgehen, also der Messer- und Waffenschmiede, Färber, Krämer, Hutmacher, Glasmaler, Salzsieder, Tuchweber und Wäscher sowie der Schutzheilige der Pferde. Er wird angerufen bei Ohrenleiden, Besessenheit, Gicht und kranken Kindern.
Am 19. Juli 1941 bestimmte Papst Pius XII. Mauritius zum Schutzheiligen des Alpini-Korps des italienischen Heeres.
Die Christlichen Pfadfinder – Stamm Mauritius – Twistringen haben ihn als Schutzheiligen gewählt.

## Darstellung

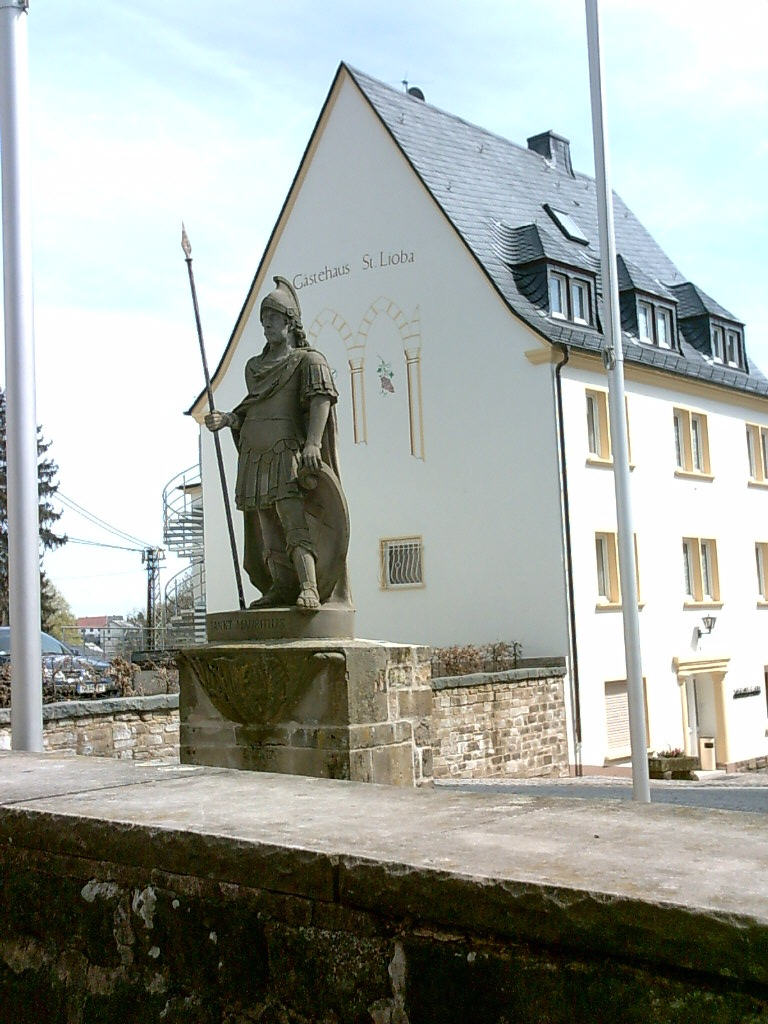
Statue des Heiligen vor der Benediktinerabtei Tholey

Mauritius wurde von Anfang an als römischer Offizier im Kettenhemd, auch mit Schild und Lanzenfahne dargestellt; so findet er sich bereits auf der Mailänder Elfenbeintafel, die entweder Otto I. oder Otto II. abbildet. Seit der Darstellung in Magdeburg etwa 1250 wird Mauritius in der Ikonographie als schwarzer Mauretanier dargestellt, so auch auf der berühmten Erasmus-Mauritius-Tafel von Matthias Grünewald. Auch in den Wappen der Städte Coburg und Zwickau erscheint er als Schwarzer. In beiden Städten ist er auch Namensgeber der dortigen Morizkirche und Moritzkirche. Im Wappen der Familien Wolffskeel und Grumbach ist er ebenfalls vorhanden und durch diese in die Wappen ihrer ehemaligen Besitzungen gelangt.  Ebenso als Schwarzer dargestellt erscheint er auch im Wappen der Patrizierfamilie Tucher von Simmelsdorf. Mauritiusfiguren befinden sich an den zu Beginn des 16. Jh. errichteten Rathäusern von Jüterbog und Eisleben. Die Verehrung des heiligen Mauritius fand auch Ausdruck in der mittelalterlichen Münzprägung, insbesondere im Erzbistum Magdeburg. Dort wurde zwischen dem 11. und 15. Jahrhundert eine Silbermünze geprägt, die als Moritzpfennig bekannt wurde.

### Mauritius in der Heraldik
Mauritius ist beispielsweise in folgenden Wappen dargestellt:

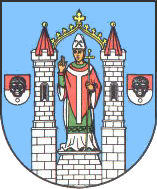
Aken (Elbe)
Alvaneu
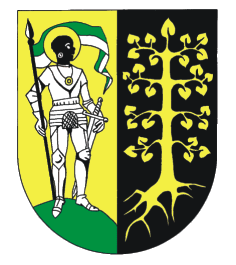
Bad Sulza
Büderich
Coburg
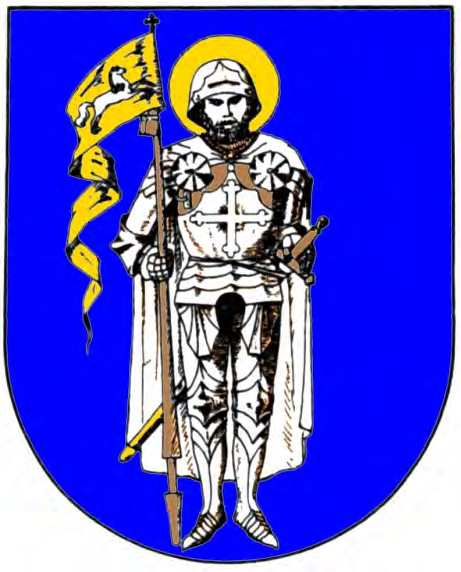
Ebstorf
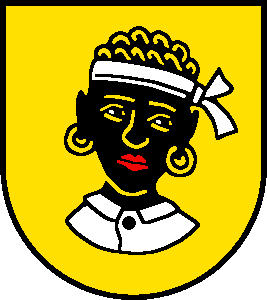
Flumenthal
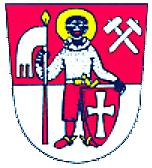
Förderstedt
Fröndenberg/Ruhr
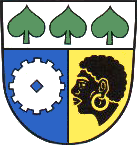
Krautheim
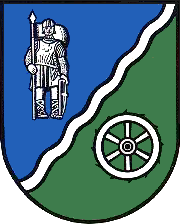
Lutter
Mandach
Mutzig
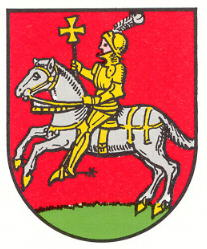
Rülzheim
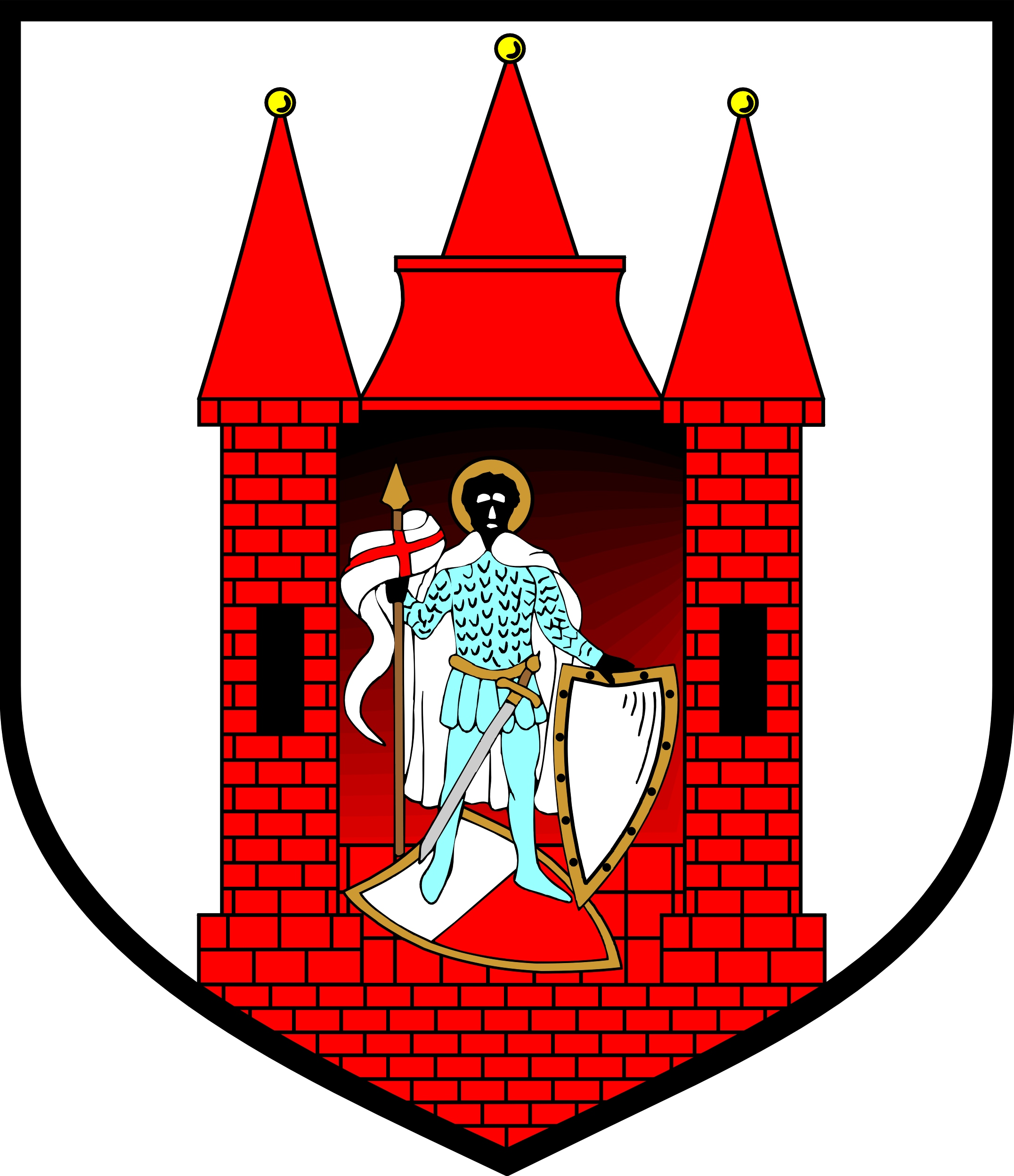
Sandau (1979)
St. Moritz
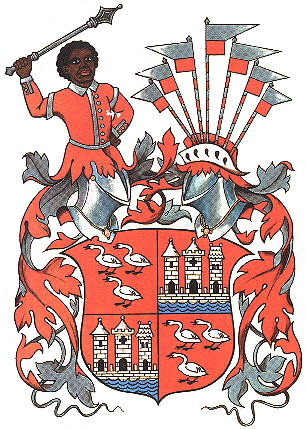
Zwickau (Großes Wappen)

### Siehe dazu auch
- Mohr (Heraldik)